# 摂津丸
摂津丸（せっつまる）は、日本陸軍が大阪商船の名義で1945年（昭和20年）に竣工させた揚陸艦。上陸用舟艇の母艦機能を有し、陸軍特殊船と呼ばれた。太平洋戦争末期の完成のため日本近海での輸送に使われ、機雷により損傷して航行不能の状態で終戦を迎えた。戦後は復員船として使用された後、日本水産（現・ニッスイ）の漁業工船へ改装、捕鯨やマグロ漁に従事した。1953年（昭和28年）に南極海で捕鯨操業中、配水管のバルブ操作を誤る事故により浸水し、沈没した。

## 陸軍特種船時代
日本陸軍は、1934年（昭和9年）に建造した「神州丸」の成功を踏まえ、同種の陸軍特殊船の量産を計画した。しかし、平時から大型船多数を維持することは予算的に困難であった。そこで、民間船会社に補助金を交付して民間船扱いで建造させ、有事にのみ徴用する形式が採られることになった。太平洋戦争勃発後も陸軍特殊船の整備は続行され、一般的な戦時標準船と並びM型と称して4隻が計画造船の枠内で民間船として建造された。
M型船2番船として、大阪商船が船主となって発注されたのが本船である。建造は、M型船を一手に受注した日立造船因島工場が担当した。1944年（昭和19年）5月15日に起工され、1945年（昭和20年）1月5日に竣工した。陸軍特殊船の船名は上陸戦という用途にちなんで港を意味する「津」が付いた名前が多く、本船もそれに倣っている。
陸軍特殊船のうち基本形の甲型系列に属し、M甲型と称される。外形は「神州丸」が軍艦に近い特異な姿だったのに対し、正体を秘匿するため通常の貨客船などに似せた姿となっている。しかし、船体内は全通式の舟艇格納庫となっており、船尾に上陸用舟艇を急速発進させるための大型ハッチを有し、商船とはまったく異なった構造である。日立造船が以前に建造した陸軍特種船「吉備津丸」を原型に、第一次戦時標準船に準じた簡素化が施された。姉妹船としてM甲型1番船の「日向丸」があるが、本船が左右並列式の2本煙突であるのに対し、「日向丸」は煙路をまとめて1本煙突としている点で姿が異なる。ただし、本船も終戦後に1本煙突へ改装されている。このほかM型の残り2隻「熊野丸」と「ときつ丸」は航空機運用能力を有するM丙型で、本船とは全く異なった航空母艦類似の船型をしている。
竣工時期が遅かったため、本来の用途の上陸戦に投入される機会は無く、わずかに日本近海に残された航路での輸送に使用された。1945年2月9日-14日には「日向丸」とともにタモ41船団を組み、海防艦「生名」・第67号・第76号の護衛で基隆港から六連島錨地まで航行している。同年3月28日午前5時53分に蓋井灯台南方1900m付近で機雷と接触し、機関室に浸水した。前日夜からアメリカ軍機による機雷投下「飢餓作戦」が始まったばかりであり、その最初の被害であった。
終戦後、修理された「摂津丸」は、復員兵・引揚者の輸送任務に従事した。ビルマ、台湾、葫芦島在留日本人大送還などへ赴いている。

## 漁業工船時代
復員・引揚輸送船としての任務に続き、1947年（昭和22年）、「摂津丸」は日本水産により漁業工船として使用されることになった。日本水産は、1946年（昭和21年）11月から、日本政府の要請で鯨肉生産による食糧確保と鯨油輸出による外貨獲得を目的として南極海での捕鯨を操業しており、その鯨肉の加工と輸送を担当する船が必要とされていた。三菱重工業長崎造船所で塩蔵工船へ改装された「摂津丸」は、1947年11月24日に日本水産によって取得された。ただし、『大阪商船株式会社八十年史』によれば売却は翌年11月である。改装が終わった「摂津丸」は、捕鯨母船「橋立丸」（タンカー改装）を中心とする戦後第2次の捕鯨船団へ加入した。
第2回までの捕鯨操業の結果、塩漬肉では長期航海の間に品質が著しく低下することが問題となった。そこで、冷凍船を整備することになり、日本水産は「摂津丸」を1948年（昭和23年）10月31日までに冷凍工船へ再改装した。さっそく同年11月13日出漁の第3次船団へ参加し、シロナガスクジラ換算（BWU）504単位のクジラから15,504トンの鯨肉（塩蔵含む）を生産した。以後、第4次（1949/50年）、第5次（1950/51年）、第6次（1951-52年）の南極海捕鯨に従事した。うち第6回では、「橋立丸」に替わって「図南丸」（沈没船を再生）が母船となっている。
捕鯨のほか、1951年（昭和26年）5月11日から、マッカーサー・ライン外でのマグロ遠洋漁業へ母船として出漁した。これは日本水産にとって初めての遠洋マグロ漁であった。27隻の独航漁船を率いた「摂津丸」船団は、3,750トンを水揚げした。
1952/53年漁期の第7次南氷洋捕鯨が「摂津丸」の最後の航海となった。ロス海前面で操業中の1953年（昭和28年）3月7日午前8時過ぎ、緊急用排水ポンプの点検作業を行っていた見習機関員が、上司の指示を誤解して排水ポンプのバルブではなくキングストン弁を分解してしまう事故が発生した。開放された取水系から毎時350トンの割合で浸水が始まり、発電機などが停止、同日午後2時にはポンプによる排水も不可能になった。南氷洋のため潜水作業による修復が不可能で、同日午後7時40分に主機関の中ほどまで水位が達した時点で、船長は総員退去を発令した。「摂津丸」は乗員337人が全員無事に退去した後も1週間浮いていたが、3月13日早朝についに沈没した。鯨肉3,800トンが船とともに失われ、これは前回の船団全体での鯨肉生産量の4割に相当する。本船の事務長は沈没の責任を取って辞職した。沈没の直接の原因は船員の未熟であるが、太平洋戦争による熟練船員の大量戦死がその背景にあった。その後、日本水産は、本船の代船として冷凍工船「宮島丸」を新造し、次の第8回南極海捕鯨から参加させた。